# Disco de Euler

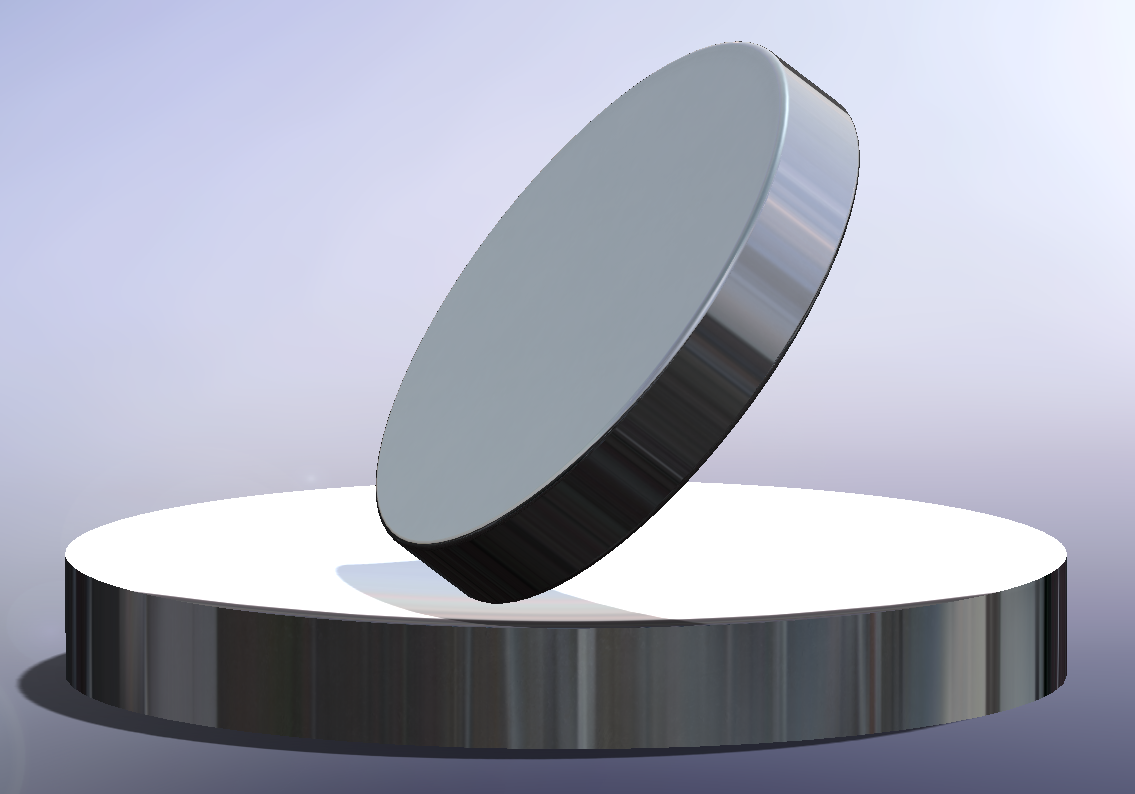
Disco de Euler

El disco de Euler es el nombre de un juguete científico. Para ponerlo en funcionamiento, se inicia manualmente un movimiento de rotación de un disco sobre una plataforma, del mismo modo en que usualmente se hace girar una moneda sobre una mesa. A pesar de la disipación de energía, la rotación se prolonga durante unos dos minutos; y el tableteo que se produce en las fases finales de movimiento, conforme el disco se inclina más y más va acelerándose (no así la rotación del disco), produciéndose un sonido cada vez más agudo, que finaliza de forma abrupta.
Su movimiento ha sido estudiado en diversas publicaciones científicas.
El juguete, ideado por Joe Bendik en la década de los años 1980, fue comercializado inicialmente por la Tangent Toy Company. En la actualidad es fabricado por el Toysmith Group.

## Física de una moneda en rotación

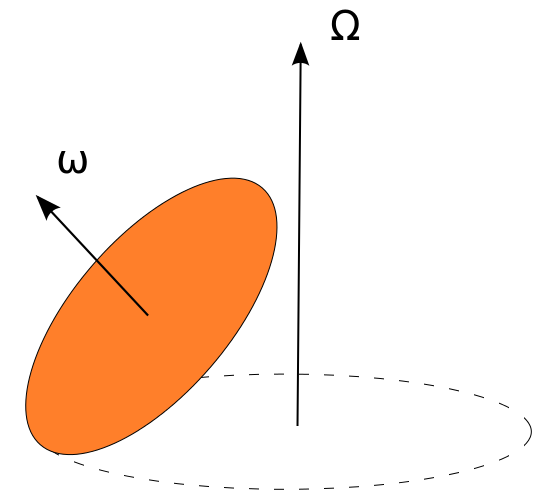
Rotación y precesión en el disco de Euler.

La física de este sistema sólo hace más destacables ciertos aspectos de una moneda en rotación. En este movimiento debemos distinguir entre:
- ω, la velocidad angular de rotación del disco en torno a su eje de simetría, que tiende a cero conforme el disco se tumba más y más.
- Ω, la velocidad de precesión, que marca el ritmo con el que el eje de rotación describe un círculo alrededor de la vertical, y con el que se desplaza el punto imaginario de contacto del disco con la superficie. Esta velocidad de precesión aumenta aproximándose a una singularidad de tiempo finito modelada de forma aproximada por la forma

{\displaystyle \Omega \sim ({\frac {1}{t-t_{o}}})^{1/3}} cuando {\displaystyle t\to t_{o}}.

La literatura científica se ha centrado en la búsqueda del efecto disipativo que cobraba mayor importancia en cada fase del movimiento. Los experimentos parecen concluir que la mayor contribución proviene de la fricción con la superficie de contacto.

## Vídeos
- Euler's disk en YouTube.
- Highspeed video of an Euler Disk en YouTube. Muestra, a cámara lenta (40 veces más lento que la realidad), como la velocidad de rotación es prácticamente nula en las fases finales del movimiento, todo lo contrario de lo que ocurre con la velocidad de precesión.